# Castillo de Iraj
El  castillo de Iraj (en persa: قلعه ایرج‎) o ciudadela de Varamin es una fortaleza hoy en ruinas construida por el Imperio sasánida en el siglo IV o V en la región central de Ray, hoy al noreste de Varamin, cerca Asgarabad-e Abbasi en el norte de Irán. Esta gran fortaleza de ladrillo posee 1280 por unos 1440 metros. Hoy en día sigue siendo una puerta principal. El castillo de Iraj es uno de los castillos más significativos de adobe con una altura de 50 metros, una superficie de 200 hectáreas.

## Galería

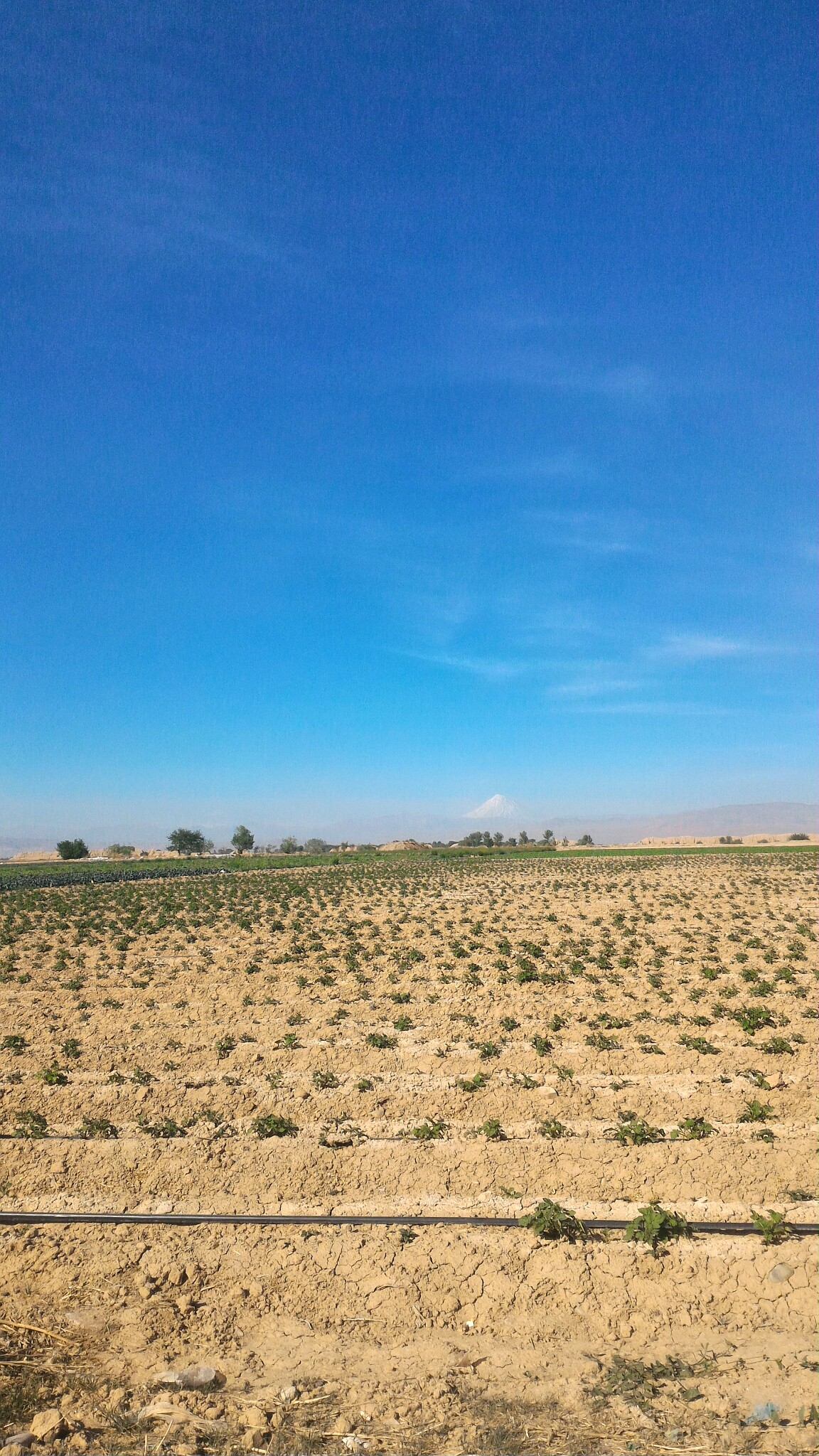
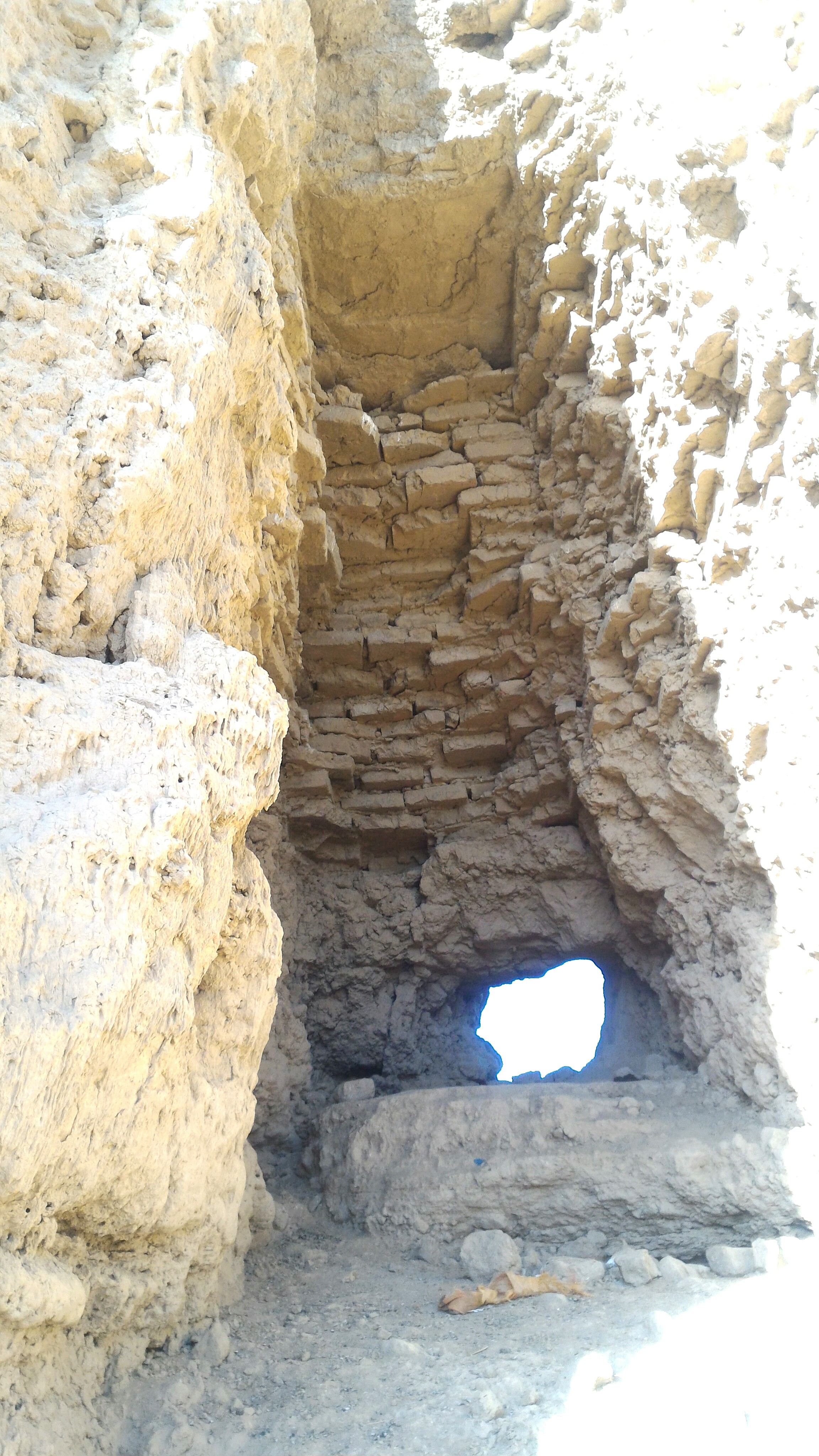
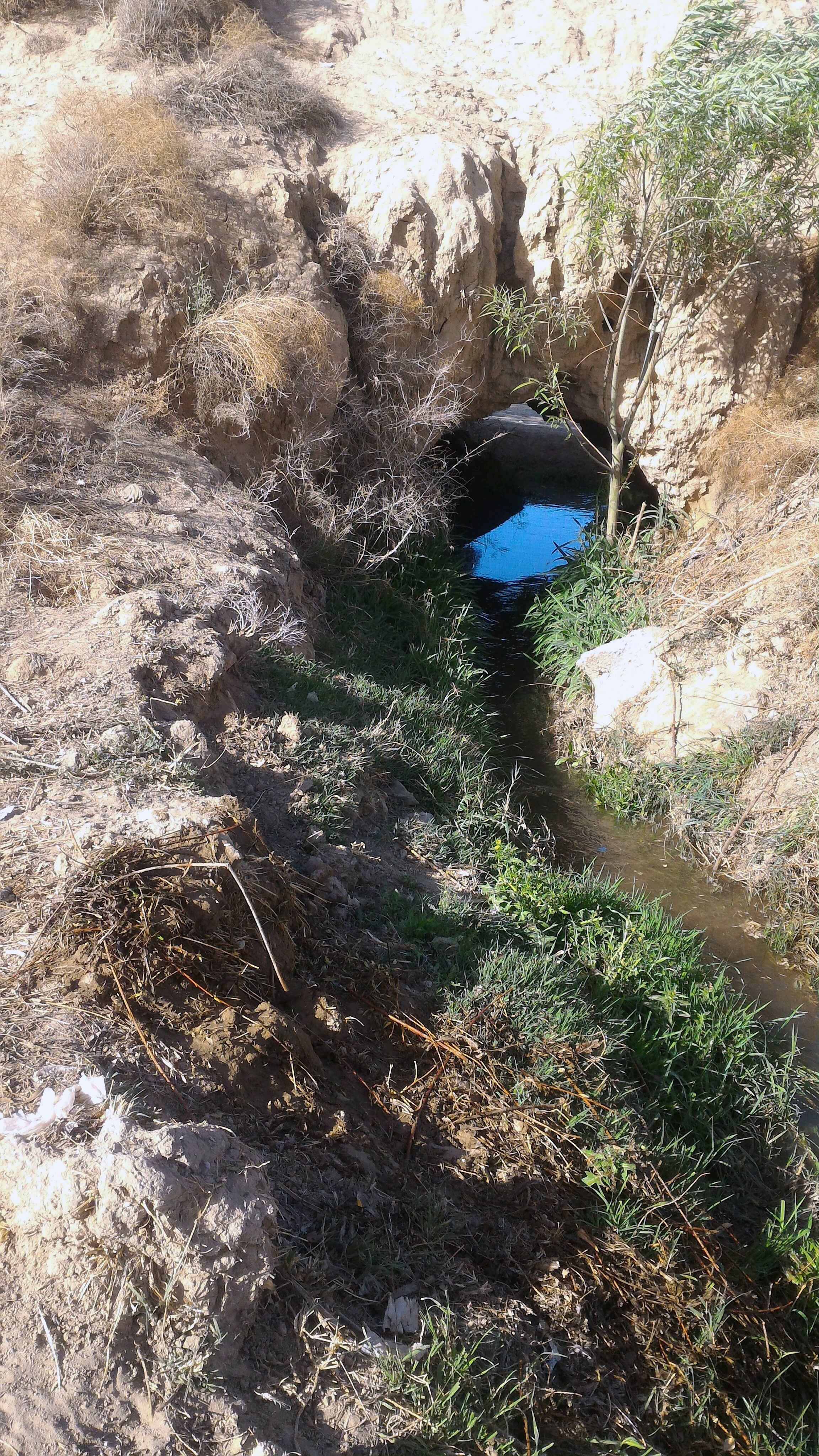
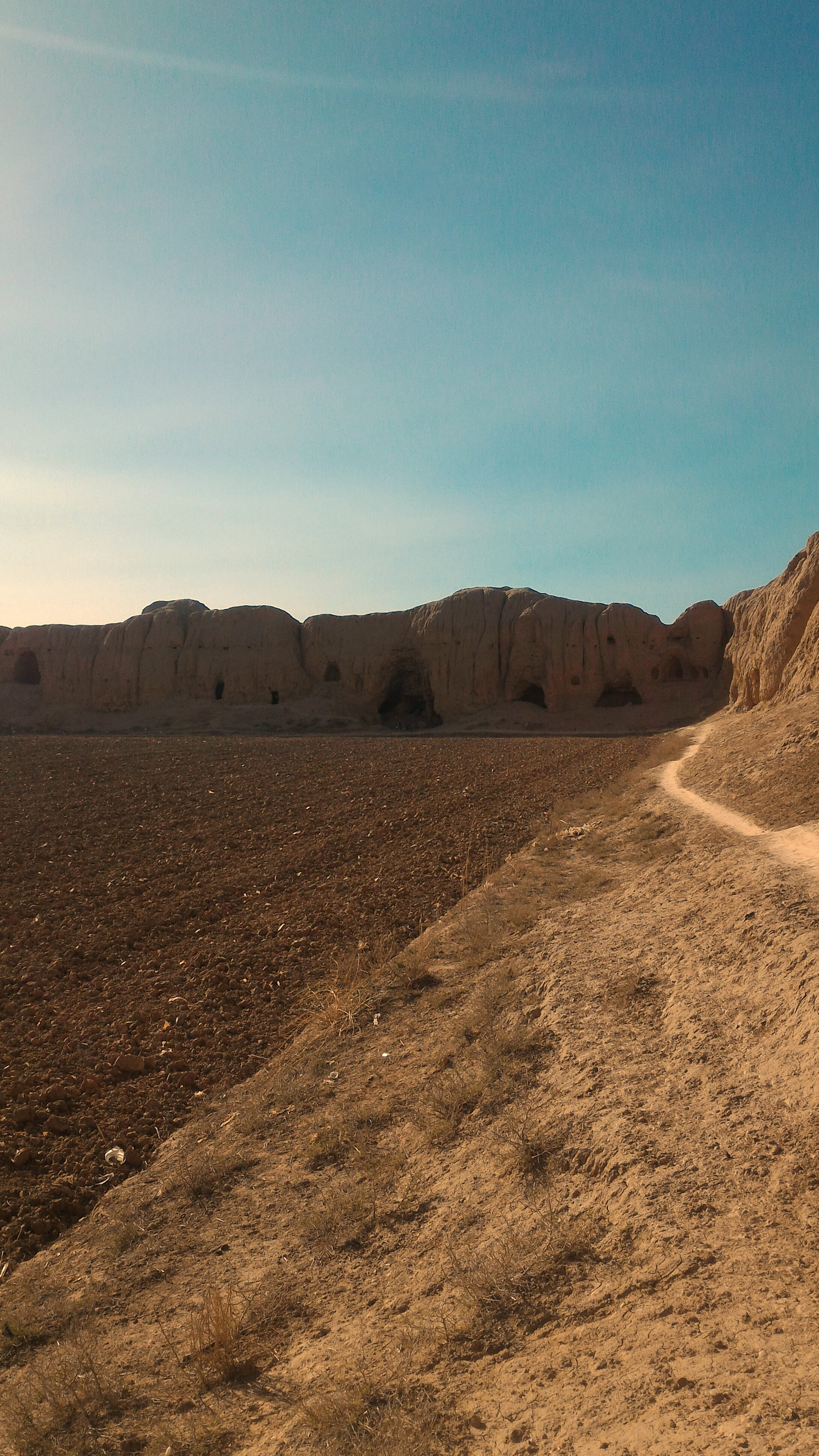